# Celles (Noreña)
Celles (Ceis en asturiano y oficialmente Celles/Ceis) es una parroquia del concejo asturiano de Noreña, en España. Su templo parroquial está dedicado a San Juan. Alberga una población de 76 habitantes (2008) y ocupa una extensión de 1,56 km².
Según el nomenclátor de 2008 comprende las siguientes poblaciones:
- La Braña (lugar): 14 habitantes
- La Carril (casería): 1 habitantes
- La Felguera (lugar): 33 habitantes
- La Peral (lugar): 4 habitantes
- Otero (L'Otero en asturiano y oficialmente) (lugar): 16 habitantes
- San Andrés (casería): 8 habitantes
- Serrapicón (casería): deshabitada